# Sardis, Kentucky
Sardis är en ort i Mason County och Robertson County i delstaten Kentucky, USA.